# Absolut
Absolut (łac. absolutus „bezwarunkowy, niezwiązany”) – osobowy lub bezosobowy pierwotny byt, doskonały, najwyższy, pełny, całkowicie niezależny, nieuwarunkowany i niczym nieograniczony.

## Ogólna charakterystyka
Występuje w wielu filozofiach idealistycznych. Absolut może być traktowany jako filozoficzny odpowiednik pojęcia boga, pozbawionego jednak przymiotów osobowych, choć w niektórych systemach pojęcia boga i absolutu są właściwie równoważne. Jako termin filozoficzny, absolut został wprowadzony przez niemieckich idealistów, choć doszukiwać się można go również w systemach wcześniejszych, zwłaszcza w panteizmie Spinozy i oświeceniowym deizmie.
Niektóre systemy przypisują pojęciu „absolutu” dodatkowe atrybuty. Tak jest na przykład u Hegla, gdzie absolut jest całością istniejących rzeczy rozpatrywaną w całej jej złożoności. Całość ta jest rozumna i zmienna, a jej rozwój podlega dynamicznym prawom dialektyki, będącymi w mniemaniu Hegla i jego następców czymś więcej niż „statyczną” logiką.
Podobne koncepcje absolutu występują u idealistów brytyjskich, w szczególności zaś u Bradleya, w systemie, którego wszystkie zjawiska (fenomeny) istnieją samodzielnie i są jednocześnie składnikami wszechobejmującego absolutu.
Rodzaj dowodu nie wprost na istnienie absolutu przedstawił amerykański filozof Josiah Royce. Doszedł on do wniosku, że tylko przyjęcie istnienia absolutu prowadzi do niesprzecznej teorii poznania, w której jest możliwe zrozumienie, w jaki sposób można tworzyć pojęcia i obiekty, których nie da się bezpośrednio wyprowadzić z opisów zewnętrznej rzeczywistości.
Dowód ten ma jednak sens tylko wtedy, jeśli uzna się a priori obiektywne, tj. niezależne od ludzkiej psychologii myślenia, istnienie takich obiektów. Według pozytywistów logicznych pojęcia i obiekty, których nie da się odnieść do zewnętrznej rzeczywistości, są tylko ubocznym efektem działania ludzkiej psychiki i nie wnoszą one konkretnych treści do ludzkiego poznania. Część z nich to swoisty metajęzyk (np. matematyka), potrzebny jako narzędzie do porozumiewania się, a część to wirusy umysłu.
Termin „absolut” wprowadził do filozofii Plotyn na oznaczenie rzeczywistości, z której wszystko inne pochodzi. Nie był on jednak twórcą pierwszej filozoficznej koncepcji. Jej genezę upatruje się u jońskich filozofów przyrody. Problem „absolutu” związany jest z typem poznania filozoficznego, które pod adresem świata stawia pytania o pierwsze zasady (αρχη [arché], principium), przyczyny, elementy prapierwotne, struktury podstawowe, z których powstają wszystkie rzeczy.
W dziejach filozofii absolut był rozumiany jako:
- pierwotna i podstawowa zasada (arché, principium), zasadniczy czynnik kosmosu, rzeczywistość pierwsza, pierwotna i podstawowa;
- absolut osobowy;
- absolut pozaosobowy – bezwzględny punkt wyjścia dany w myśli i przez myśl rozumiany, rozwijający się w koniecznym procesie;
- współczesne synkretyzujące i syntetyzujące ujęcia absolutu

## Przegląd interpretacji pojęcia

### Filozofia starożytna
- Tales z Miletu[3] – twórca filozofii przyrody, absolutną zasadą (arché), przyczyną całej rzeczywistości jest woda, z której wszystkie rzeczy są i z czego najpierw powstają, i w co obracają się ostatecznie.
- Anaksymander – pierwszą i ostateczną rzeczywistością był bezkres (απειρον ápeiron). Obejmuje wszystkie rzeczy, kieruje i rządzi wszystkim. Jest nieskończony przestrzennie i nie można go określić jakościowo. Nieskończona jest również ilość światów, które z niego powstają (światy są nieskończone co do następowania w czasie i co do współistnienia w przestrzeni). Świat nieskończoną ilość razy kończy się i odradza. Cykl ten powtarza się w nieskończoność.
- Anaksymenes – za absolutną zasadę uznał nieskończone, obdarzone ruchem powietrze (πνευμα pnéuma), stanowiące dynamiczne źródło wszelkiego życia. Wszystkie istniejące rzeczy stanowią różne jego postaci, powstałe przez zagęszczanie i rozrzedzanie. Powietrze jest niewidzialne, nie ma granic, czyli jest nieskończone, w odróżnieniu od wszystkiego, co z niego powstaje.
- Heraklit z Efezu – akcentuje zmienność (dynamizm) rzeczywistości, absolutna zasada symbolizowana jest poprzez ogień, któremu Heraklit przypisuje rozumność. Rozum (λογος logos) stanowi więc prawo, które przenika całą naturę, powodując jedność przeciwieństw. Ogniowi (logosowi) Heraklit przypisuje eschatologiczną funkcję najwyższego sędziego. Dla Heraklita istnieje tylko jedna mądrość: uznać rozum (logos), który wszystkim rządzi, przenikając wszystko. Logos oznacza więc regułę, według której wszystko się urzeczywistnia oraz prawo, które jest wspólne dla wszystkich rzeczy i wszystkim rządzi, zawiera więc w sobie rozumność i inteligencję.
- Pitagoras – przyjmował liczbę jako absolutną zasadę wszystkiego, rozumiejąc ją jako syntezę dwu bardziej pierwotnych elementów: bezkresu (tego, co nieograniczone) oraz tego, co ograniczone. Liczba, jako synteza przedstawia zawsze określenie tego, co nieokreślone w granicy, a zatem będąc taką, sama z kolei jest elementem determinującym rzeczy, jest zasadą konstytutywną innych rzeczy. Bez liczby wszystko byłoby bezkresne, niepewne, niejasne. Liczba oznacza więc rozumność. Panowanie liczby oznacza panowanie rozumności, prawdy w kosmosie.
- Ksenofanes – za absolutną zasadę uważał „boga-kosmos”, który jest jeden, najwyższy spośród bogów i ludzi, ani kształtem, ani myślą niepodobny do ludzi, który „cały widzi, cały myśli, cały słyszy... Bez wysiłku, mocą umysłu sprawia, że wszystko się obraca... Zawsze pozostaje na tym samym miejscu, zupełnie się nie poruszając, nie godzi się bowiem, aby kręcił się raz w jednym miejscu, raz w innym”[4].
- Parmenides – wniósł nowe aspekty w rozumienie absolutu: czynnikiem niezmiennym, koniecznym, jedynym godnym przedmiotem racjonalnego poznania, jest byt, którego istotą jest absolutna tożsamość. Jakiekolwiek myślenie jest myśleniem o bycie. Parmienides jako pierwszy w dziejach filozofii sformułował zasadę niesprzeczności w wymiarze ontologicznym. Byt nie powstaje i nie ginie. Byt jest niezmienny i absolutnie nieruchomy, jest zamknięty i kompletny.
- Zenon z Elei i Melissos z Samos – uzasadniali i modyfikowali koncepcję Parmenidesa. Filozofia eleacka kończy się na uznaniu absolutu, jako bytu wiecznego, nieskończonego, niecielesnego, który wyklucza wszelką możliwość wielości, ponieważ w punkcie wyjścia eliminuje uznanie zjawisk.
- Empedokles – zasada wszechrzeczy nie jest czymś jednym, ale czymś strukturalnie mnogim. Stanowią ją cztery elementy: powietrze, woda, ziemia i ogień. Powstawanie i ginięcie rzeczy jest mieszaniem się i rozłączaniem tych czterech elementów pod wpływem sił kosmicznych – miłości i nienawiści. Kiedy przeważa w kosmosie miłość, elementy stanowią spoistą jedność, które Empedokles nazywa „Jednym” lub „Sfajrosem”. Absolutną doskonałość stanowi właśnie Sfajros.
- Anaksagoras z Klazomeny – absolut to Nous (Νους, boski umysł), którego ruch powoduje powstanie wszystkich rzeczy z istniejących części i zarodków, zwanymi homoiomerami (ομοιομερη). Wraz z filozofią Anaksagorasa myśl o tym, co absolutne, określane często jako boskie, wysubtelnia się. Filozofowie przyrody nie potrafili jednak przekroczyć swych naturalistycznych założeń i dlatego można mówić jedynie o naturalistycznych koncepcjach tego, co boskie.
- Absolut filozofów przyrody, choć posiadał pewne cechy boskie (nieskończoność, wieczność), nie wykraczał poza rzeczywistość kosmosu (physis), która stanowiła dla nich cały świat; utożsamiali to, co boskie z prazasadą kosmogoniczną. Zauważa się jednak wysiłek w kierunku uznania absolutu, jako rzeczywistości transcendentnej wobec świata (np. Nous Anaksagorasa).
- Demokryt – za podstawę rzeczywistości przyjmował absolutne atomy (ατομοι), jakościowo jednorodne a ilościowo i geometrycznie zróżnicowane, z których powstają wszystkie istniejące rzeczy, ich właściwości i stany. Atomy z samej swej natury znajdują się w wiecznym ruchu. Światy zostały utworzone przez atomy i ruch.
- Platon – stosując odmienną od filozofów przyrody metodę filozofowania, odkrył absolut nowego typu. Jest nim rzeczywistość czysto inteligibilna, ponadzmysłowa, którą stanowi świat idei ogólnych. Platon przyjmował hierarchiczną strukturę rzeczywistości. Sfera wielości rzeczy poznawalnych zmysłami zależy od sfery idei, natomiast sfera wielości idei zależna jest od następnej sfery rzeczywistości, z której wywodzą się idee. Stanowią je Jedno i nieokreślona Diada. Jest ona sferą pierwszą w sensie absolutnym. Stanowi zasadę wszystkiego, a więc globalnego wyjaśnienia metafizycznego wszystkich aspektów rzeczywistości. Ma strukturę bipolarną (dwubiegunową). Jedno oddziałuje na Diadę, która hierarchicznie jest mu podporządkowana, ale istotowo jest z nim związana i współwieczna.
- Arystoteles – wypracował najdoskonalszą w starożytności koncepcję absolutu. Wiąże się to z jego postawą realistyczną oraz koncepcją bytu jako substancji („byt w sobie”) złożonej z elementów determinowanych i determinujących („materia – forma”) oraz dynamicznym rozumieniem bytu („możność – akt”). Absolut był dla Arystotelesa bytem w sensie absolutnym (substancją najdoskonalszą, najwyższą w bytowej hierarchii, konieczną, niezmienną, poznawalną, czystą formą, czystym aktem). Absolut utożsamia się z jednością i dobrem, intelektem, myślą. Jako duch i myśl, jako substancja niematerialna, absolut (Inteligencja) jest przyczyną niematerialną, niezmienną (nieruchomą), wieczną, transcendentną wobec odwiecznie istniejącego świata podlegającego nieustannym przemianom. U Arystotelesa nastąpiło zjednoczenie absolutu filozoficznego z pojęciem boga, który posiada cechy osobowe. Bóg w systemie Arystotelesa nie był jednak tożsamy z bogiem religii, ponieważ nie miał kontaktu ze światem, a przede wszystkim z człowiekiem. Filozofia Arystotelesa stanowiła jednak ważny krok w kierunku monoteizmu, torując drogę koncepcji pełnej tożsamości filozoficznego absolutu i religijnego boga, która stała się udziałem myślicieli chrześcijańskich.
- Plotyn – absolut jest najwyższą rzeczywistością, ostateczną samozrozumiałą zasadą – „Jednią”, która w swoim istnieniu nie zależy od niczego. Sama w sobie jest swoją określoną naturą własną, działa tak jak musi działać, zgodnie z tym, czym jest z konieczności. Jest jedyną niezrodzoną zasadą, jest ponad bytem i ponad myślą, ponad dualizmem istnienia i myśli. „Jakiż jednak powód do myślenia będzie mieć To, co ani nie powstało, ani nie ma przed Sobą niczego innego, lecz zawsze jest Tym, Czym jest”[5]. Z płodności Jedni, na mocy konieczności pochodzi i druga zasada, niższa od niej, lecz także wiecznie istniejąca – intelekt (logos). Jest on samoistniejącym poznaniem tego, co jest intelektualnie poznawalne. W nim istnieją idee wszystkich rzeczy (wieloraka samozrozumiała jedność). Z intelektu, który jest pięknem, pochodzi dusza świata (niecielesna i niepodzielna). Stanowi ona ogniwo łączące świat ponadzmysłowy ze światem zmysłowym (dusze ludzkie pochodzą z duszy świata). Poniżej sfery duszy znajduje się sfera świata materialnego.

### Wczesne chrześcijaństwo
- Objawienie judeochrześcijańskie wniosło do kultury ważne prawdy filozoficzne, wzbogacające zrozumienie absolutu. Bóg żydów i chrześcijan jest najdoskonalszą „Osobą”, pełnią „Prawdy” i „Miłości”, absolutnym bytem różnym od świata (transcendentnym) i nieuwarunkowanym przez świat. Jest Stwórcą świata („creatio ex nihilo”, tworzenie z niczego) i Panem wszechświata, z którym człowiek wchodzi w relacje osobowe (świadome i wolne), tworząc religię.
- Myśliciele chrześcijańscy dążyli do wykazania tożsamości absolutu, jako zasady filozoficznej z Bogiem osobowym. Ojcowie Kościoła w pierwszych wiekach chrześcijaństwa wypracowując metafizyczną interpretację prawd objawionych o Bogu osobowym, jedynym, transcendentnym, korzystali z metafizycznych rozwiązań filozofii greckiej, zwłaszcza Platona, Arystotelesa i Plotyna. W wyniku często eklektycznych zabiegów poznawczych wykazywano zgodność chrześcijańskiego pojęcia Boga z filozoficzną ideą Dobra, Logosem, Czystą Formą czy Jednią.
- św. Augustyn – Bóg jest samoistniejącą Prawdą, w Nim zawarte są wszystkie idee i mądrość odwieczna, kierująca stworzeniem, jako wieczne prawo, którego partycypacją jest prawo naturalne. Bóg jest przede wszystkim ostateczną racją poznawalności świata. Istotą Boga jest samoistnienie, niematerialność i niezmienność. Stworzenie stanowi Boski dar, który wyraża się w liczbie, formie, pięknie, porządku i jedności. Bóg jest stwórcą wszystkiego, czynnikiem sprawczym, wzorczym i ostatecznym celem wszystkiego.
- Dionizy Areopagita – nie potrafił przezwyciężyć prymatu dobra nad bytem. Absolut był ponad dobrem i ponad bytem.

### Filozofia średniowieczna
W średniowieczu nastąpił rozwój dociekań filozoficznych dotyczących absolutu. Zaznaczają się wyraźnie dwie tendencje:
1. nurt pozostający pod wpływem myśli św. Augustyna (Anzelm, Bonawentura, Duns Scot), w którym dociekania filozoficzne prowadzono w ściślejszym powiązaniu z wiarą (teologią) oraz z pewną dominacją myśli (spekulacji) nad poznaniem (tradycja platońska), woli nad rozumem;
2. nurt związany z filozofią Arystotelesa, w którym głównym przedstawicielem był św. Tomasz z Akwinu. Dokonał on wyraźnego oddzielenia porządku racjonalnego od poznania opartego na wierze.

- Anzelm z Canterbury – Bóg jest bytem absolutnym, ponad którego nic większego nie można pomyśleć. Istnieje byt, którego wewnętrzna konieczność jest tak wielka, że odbija się ona w idei, jaką człowiek o Nim posiada. Bóg istnieje z siebie w sposób tak dalece konieczny, że nawet w umyśle ludzkim nie może nie istnieć. Domaga się więc afirmacji swego istnienia przez myśl, która Go pojmuje. Anzelm sformułował dowód, który nazwano „dowodem ontologicznym”: „Nawet niemądry jest przekonany, że istnieje coś, ponad co nie można pomyśleć nic większego. Skoro bowiem słyszy, rozumie, rozumie zaś to, że istnieje coś w intelekcie. Z pewnością zaś to, ponad co nie można pomyśleć nic większego, nie istnieje wyłącznie w umyśle. Skoro bowiem istnieje w umyśle, to można pomyśleć, że istnieje także w rzeczywistości; co jest bardziej doskonałe [istnienie realne niż tylko pomyślane]. Gdyby więc to, ponad co nie można pomyśleć nic większego, istniało jedynie w intelekcie, to byłoby ono tym, ponad co można pomyśleć coś większego; co jest z pewnością niemożliwe. Istnieje więc bez wątpienia coś, ponad co nie można pomyśleć niczego większego zarówno w intelekcie, jak i w rzeczywistości”[6]. Dowód ontologiczny, choć krytykowany jako nieuprawnione przejście od porządku myśli do porządku realnego, był przyjmowany i modyfikowany przez wielu myślicieli.
- św. Bonawentura – absolut (Bóg), jest bytem prostym, niezmiennym, koniecznym, a przede wszystkim jest dobrem niestworzonym. Bóg jest bezpośrednio obecny w umyśle ludzkim, jako źródło wszelkiego rozumienia. Obecność Boga w umyśle stanowi podstawę wiedzy o Nim, posiadanie pojęcia Boga implikuje Jego istnienie. Ponieważ jest On bytem czystym i prostym, niezmiennym i koniecznym, zatem mówić, że Bóg jest Bogiem, to tyle, co mówić, że On istnieje. Bóg, będąc stworzycielem świata, jest przede wszystkim Dobrem, do którego człowiek dąży, oraz Prawdą – źródłem wszelkiej prawdy ludzkiej; przekonanie, jakie człowiek ma o Bogu, jest wynikiem promieniowania Boskiego Bytu (Najwyższej Prawdy) na myśl ludzką (iluminacja).
- Tomasz z Akwinu – dokonał rozróżnienia poznania racjonalnego od przyjętego na mocy wiary. Wypracował nową metafizykę, której centralnym punktem było rozumienie bytu, jako czegoś istniejącego. Metafizyka bytu istniejącego, przypisująca aktowi istnienia w bycie największa doskonałość, doprowadziła do nowej koncepcji absolutu, który jest Pełnią istnienia, Bytem samoistniejącym, Czystym Aktem, Bytem niezłożonym, niezmiennym, wiecznym, Absolutną Osobą, Pełnią doskonałości, absolutnym duchem, niezależnym od materii i od całego świata. Jest „Stwórcą świata” (Creatio ex nihilo). Jest więc pierwszą przyczyną zaistnienia i trwania świata, a także przyczyną celową, do którego ostatecznie dążą wszystkie byty stworzone, oraz przyczyną wzorczą istniejących bytów (stwarza według myśli-idei). Tomasz z Akwinu wypracował adekwatną do swej metafizyki epistemologię. Wytyczył drogi poznania, którymi można dojść do stwierdzenia konieczności istnienia absolutu. Stawiając pod adresem istniejących bytów, danych w bezpośrednim poznaniu, pytanie „dlaczego istnieją, skoro nie muszą istnieć?”, stosując zasadę „habitudo principii” doszedł do konieczności afirmacji absolutu, jako racji istnienia bytów niekoniecznych. Tomasz ujął te analizy w „pięć dróg”, które prowadzą do poznania absolutu. Wszystkie wychodzą od stwierdzenia istnienia wielu bytów, które rozpatruje się w różnych aspektach: I – stawania się bytów, II – trwania w istnieniu, III – niekoniecznego związku między treścią bytu i jego istnieniem, IV – posiadania przez byty ustopniowanych doskonałości (tzw. doskonałości transcendentalnych), V – celowego działania bytów (zwłaszcza bytów nierozumnych). Metafizyka bytu istniejącego jako jedyna w dziejach filozofii wskazała na tożsamość zasady (przyczyny) filozoficznej, czyli Absolutu i Boga-Osoby, z którą człowiek może wchodzić w wiadome i wolne relacje (religia). Absolut-Bóg filozofii i Bóg religii utożsamiają się, stanowią ten sam desygnat.
- Duns Szkot – wprowadził zmiany w rozumieniu absolutu i sposobach jego poznania. Absolut jest bytem nieskończonym, bytem pierwszym, pierwszą przyczyną, ostatecznym celem, niezdeterminowaną w sobie strukturą podstawową całej rzeczywistości, różną od wszelkich determinacji, wewnętrznie niesprzeczną. Byt jest wspólny absolutowi i bytom od niego pochodnym. Określenie absolutu następuje na drodze rozważań dotyczących komplementarnych własności bytu. Dwoma pierwszymi własnościami są „skończoność” i „nieskończoność”, następnymi „przyczynowość” i „wytwarzalność”.
- W końcu średniowiecza eklektyczne podejście do problematyki filozoficznej przyniosło m.in. ujęcie absolutu, jako Bytu, który – według Mikołaja z Kuzy – jest absolutną i doskonałą „zgodnością przeciwieństw” (coincidentia oppositorum). Jest niewypowiedzianą zgodnością maksimum i minimum, jest zatem zgodnością absolutnej możliwości, bowiem jest nieskończoną możliwością wszystkich rzeczy, ponieważ w nim wszystkie rzeczy są w akcie. W takiej sytuacji „uczona niewiedza” (docta ignorantia) oraz wiedza formalnologiczna stały się drogą do poznania absolutu.

### Filozofia nowożytna
- Głównie za sprawą Kartezjusza, nastąpiła zasadnicza zmiana paradygmatu filozofowania, który cechuje: świadomościowy punkt wyjścia („cogito ergo sum”), prymat myśli nad poznaniem i nad bytem, prymat istoty i natury nad istnieniem; związanie metafizyki z fizykalnym, mechanicystycznym obrazem świata; skrajny racjonalizm – dążenie do wyjaśnienia czystym rozumem tajemnicy świata, człowieka i Boga. Zapoczątkowuje to rozdźwięk między absolutem jako zasadą filozoficzną a Bogiem religii, w konsekwencji prowadząc do panteizmu (Spinoza), deizmu i ateizmu.
- Spinoza – absolut jest substancją nieskończoną, niestworzoną (causa sui), której istotą jest istnienie, doskonałą, zawierającą nieskończoną ilość atrybutów, w tym także rozciągłość i myśl. Każdy z atrybutów jest identyczny z substancją Boga, wyraża Jego istotę, która jest jedna i niezłożona. Bóg utożsamia się z naturą. Bóg jest więc absolutną istotą, której wewnętrzna konieczność czyni koniecznym zaistnienie wszystkiego, co jest.
- Leibniz – absolut jest bytem koniecznym, którego sama możliwość wywołuje aktualność. Będąc bytem doskonałym, jest nieskończenie wspaniałomyślny i nie może nie udzielać swej doskonałości. Jest moralnie zobowiązany stworzyć najlepszy możliwy świat. W przeciwnym razie byłoby coś, co mogłoby być poprawione w dziele Bożym. Najlepszym z możliwych światów(inne języki) jest ten, w którym się znajdujemy.
- Deiści (Fontenelle, Rousseau, Diderot, Voltaire) przyjmowali absolut filozoficzny, jako istotę najwyższą, Byt konieczny i wieczny, który jest przyczyną zaistnienia świata. Absolut rozumiany był jako „zegarmistrz”, „najwyższy inżynier” ogromnej machiny, jaką jest mechanistycznie rozumiany świat. Absolut był jedynie punktem początkowym świata, dalej natura działa sprawnie bez jego pomocy (absolut nie interesuje się światem ani człowiekiem, człowiek nie nawiązuje z nim religijnych relacji).
- Hume i Locke – przedstawiciele empiryzmu angielskiego, zanegowali filozoficzną zasadę przyczynowości i substancjalności, co nieuchronnie prowadziło do odrzucenia metafizyki jako filozofii bytu.
- Odrzucenie metafizyki jako wyjaśniania rzeczywistości przez przyczyny zostało pogłębione przez Kanta, twórcy krytycznej filozofii podmiotu (filozofii transcendentalnej). Głosił on całkowity agnostycyzm. Człowiek ma ideę Boga, i jest to transcendentalna idea czystego rozumu, która pełni funkcję unifikującą ludzkie poznanie. Istnienie Boga, Kant przyjmuje jako postulat rozumu praktycznego; wiara w Boga jest konieczna, aby zabezpieczyć porządek moralny. Rozum praktyczny zależny od wyboru naszej woli. Wola staje się więc u Kanta źródłem nie tylko moralnego porządku, ale nawet afirmacji istnienia Boga.
- Fichte – pojmował absolut, jako absolutną, czystą, twórczą jaźń, niesubstancjalną i nieświadomą, czystą aktywność (ja absolutne). Wytwarza ona w sobie samej świat przyrody i skończonych jaźni. Jest nie jakimś bytem, lecz czystym działaniem, życiem i zasadą nadzmysłowego porządku świata.
- Schelling – absolut jest czystą tożsamością podmiotowości i przedmiotowości, przyrody i ducha. Jest rzeczywistością wszechogarniającą, sam w sobie. Jest odwiecznym aktem wiedzy, w którym wyróżnia się fazy: uprzedmiotowienie przez absolut siebie w postaci idealnej przyrody (natura naturans), następnie przedmiotowość przekształca się w absolut, jako podmiotowość, by dojść do syntezy.
- Hegel – absolut jest duchem absolutnym, który jest całościowym procesem samowyrażania, samorealizacji absolutnej idei bytu w tym, co skończone. Z wiecznej idei bytu, rozumianej jako swoisty zbiór racjonalności, w której byt i niebyt utożsamiają się, a więc która jest wewnętrznie sprzeczna, na drodze koniecznego ruchu triadycznego  zwanego dialektyką (teza, antyteza, synteza) przechodzi w materialny świat przyrody. Przyroda jest koniecznym warunkiem wstępnym ludzkiej świadomości: stanowi sferę tego, co przedmiotowe, bez której nie może istnieć sfera podmiotowości.
- Lewica heglowska odrzuciła absolut, jako absolutnego ducha, i absolutem uczyniła człowieka (Feuerbach) lub materię i społeczeństwo (Marks). Materia nieorganiczna, drogą rozwoju dialektycznego, wytwarza świat przyrody (materializm dialektyczny) oraz świat ludzki (materializm historyczny). Równocześnie marksizm kontynuuje antropocentryzm Feuerbacha, przypisując człowiekowi istnienie przez siebie i cechy charakterystyczne Boga: całkowitą autonomię i autozbawienie przez przekształcanie świata.
- Koncepcję absolutu Hegla podjęli i modyfikowali przedstawiciele idealizmu brytyjskiego (F. H. Bradley, B. Bosanquet, Aspringle-Pattison, J. McTaggart(inne języki)). Ten ostatni uważał, że absolut jest społecznością, czyli systemem duchowym „ja”. W USA przedstawicielem idealizmu w duchu heglowskim był J. Royce, według którego absolut jest absolutną myślą. Świat jest samourzeczywistnieniem się absolutnej myśli.
- Twórca pragmatyzmu, Ch. S. Peirce uznawał, że absolut jest absolutną ideą, która przejawia się w świecie i zmierza ku zupełnemu samoobjawieniu w idealnej granicy czy u idealnego końca procesu ewolucyjnego. Bóg jako stwórca jest absolutnie pierwszy, zaś jako kres świata, jako Bóg całkowicie objawiony, jest absolutnie drugi.
- Dewey uważał, że termin „Bóg” oznacza jedność idealnych możliwości, które człowiek może urzeczywistniać dzięki inteligencji i działaniu.
- Z filozofów XIX w. problematyką absolutu zajmował się J. Hoene-Wroński, pozostający pod wpływem Kanta i Hegla. Według niego wszystkie określenia odnoszone do absolutu nie wskazują jego istoty, lecz jego stosunek do innych przedmiotów. Dążył do wyprowadzenia z absolutu całej mnogości bytów według jednego prawa: byt stwarza się, narasta, nabiera całej swej różnorodności na drodze dychotomii, rozpadania się wszelkiej jedności, na tkwiące w niej przeciwieństwa. Prawo to było nie tylko zasadą kształtującą byt, ale i regułą, którą musi się kierować każda istota dążąca do urzeczywistnienia tkwiących w niej możliwości.

### Filozofia współczesna
1. Ujęcia problematyki absolutu kształtują się głównie pod wpływem filozofii Kanta i Comte’a. Obydwaj filozofowie byli zdecydowanymi przeciwnikami metafizyki (filozofii bytu). Pod wpływem Kanta filozofia rozwija się w kierunku antropocentryzmu, pod wpływem Comte’a natomiast wzrasta przekonanie, że filozofia nie daje autonomicznego wyjaśnienia ostatecznej struktury świata, lecz jest jedynie dopełnieniem nauk szczegółowych.
2. W kwestii możliwości filozoficznego poznania absolutu szerzył się agnostycyzm. Nadal mówiono o absolucie w filozofii klasycznej oraz w kierunkach irracjonalistycznych, w których interesowano się głównie problemem istnienia i poznania absolutu, nie zaś jego naturą. Stanowiska w tej sprawie można sprowadzić do trzech grup.

- W pierwszej dominowała opinia, że poznanie absolutu, to sprawa osobistego przeżycia: serce, uczucia, wiara (a nie rozum), są właściwymi czynnikami w jego poszukiwaniu.
  - Intuicjoniści uważali, że do poznania absolutu dochodzi się poprzez intuicję, która występuje w różnych postaciach: jako intuicja ontologiczna (M. F. Sciacca), intuicja całościowa (J. Hessen), redukcja intuicyjna (H. Dumery) lub jako intuicyjna zdolność afirmacji Boga, oparta na istniejącej w człowieku niewyraźnej idei Boga (H. de Lubac).
  - Według egzystencjalizmu (J. P. Sartre, A. Camus) o przyjęciu lub odrzuceniu absolutu decydują argumenty pozaracjonalne – „skłonności serca” („my go odrzucamy, inni go przyjmują”).
  - Kierkegaard – akcentował rolę jednostki istniejącej i jej przeżyć. Istnieć to być obecnym. Absolutu nie można dowodzić rozumowo, można go przyjąć aktem osobistej wiary (skok od rozpaczy do wiary). Wiara otwiera na nieskończoność, a „wierzyć to chcieć”.
  - W fenomenologii problem absolutu, jeśli się pojawia, związany jest zawsze z ludzką świadomością. Każdy przedmiot musi być ukonstytuowany przez świadomość. Badając przebieg czystej, absolutnej świadomości, Husserl dostrzegł jej teleologiczny i dorzeczny charakter; w jego ujęciu absolut byłby nasuwającą się racją o charakterze teleologicznym dla procesów konstytutywnych zachodzących w czystej świadomości.
  - Roman Ingarden w swojej ontologii przyjmował absolut, jako jeden z możliwych sposobów istnienia. Wyróżniając cztery rodzaje bytów: absolutny, realny, intencjonalny i idealny, uznał, że absolut byłby bytem pierwotnym, aczasowym, będącym ewentualną racją faktyczności świata.
  - W filozofii Schelera problem absolutu występuje zarówno jako „Transcendentny Byt Absolutny” (osobowy nieskończony Duch), jak i „Najwyższa Wartość” (świętość). Wiąże się to z rozdzieleniem porządku bytu i wartości oraz priorytetem religii w stosunku do metafizyki. Koncepcja boskości i świętości znajduje się u Schelera na tej poznawczej linii, w której „coś” z człowieka współkonstytuuje Boga. Bóg niezależny od ludzkiej świadomości nie istnieje – wiąże się to z poglądem Schelera o „boskości człowieka”. Człowiek tu jest „współtwórcą Boga”. Nic dziwnego, że w następnym etapie swojej refleksji filozoficznej Scheler przyjął panteizm.
- Filozofowie drugiej grupy dochodzą do poznania absolutu na drodze racjonalnej. Czynią to w dwojaki sposób: albo łącząc problematykę poznania absolutu z poznaniem w naukach szczegółowych, zwłaszcza przyrodniczych, albo rozpatrują zagadnienie absolutu w ramach filozofii klasycznej. Dominują tu dwa stanowiska: pierwsze pod wpływem J. Marechala posługuje się tzw. metodą transcendentalną, drugie – przedmiotową metodą filozofii bytu.
  - Teilhard de Chardin przyjmował absolut (Boga), jako ostateczną jedność kosmicznego tworzywa. Bóg istnieje przez proces unifikacji samego siebie, a bytowanie polega na jednoczeniu podstawowych elementów świata. Teilhard de Chardin negował pojęcie stworzenia jako absolutnego początku. Stworzenie jest ewolucją tego, co już jest obecne. Dla wyjaśnienia procesu powstawania i ewolucji świata przyjmuje istnienie „Chrystusa kosmicznego”. Chrystus musi mocą stwórczego oddziaływania doprowadzić kosmiczną noogenezę do przyrodzonego spełnienia. Tak więc stopniowo wyłania się zjawisko powszechnej energii chrystianicznej – zarazem unadnaturalniającej i unadczłowieczającej, w której materializuje się i personalizuje pole powszechnej zbieżności, warunkuje proces zwijania się wszechświata.
  - W procesualnej filozofii Whiteheada ostateczną metafizyczną zasadą jest „twórczy postęp w kierunku nowości”. Absolut ma więc charakter wszechogarniającego procesu. W swojej pierwotnej naturze jest fundamentalnym punktem wyjścia procesu kosmicznego.
  - Najwyraźniej i najpełniej problem absolutu występuje w metafizyce bytu istniejącego – we Francji Gilson, w Polsce „filozoficzna szkoła lubelska”. Analiza i interpretacja istniejących bytów ujawnia ich złożenie z niesprowadzalnych do siebie elementów, ich zmienność oraz dynamiczność. Wielość, złożoność, zmienność bytów prowadzi do postawienia głównego pytania metafizyki: dzięki czemu istnieją byty, które istnieć nie muszą? Wewnętrzna struktura wiele wyjaśnia, nie wyjaśnia jednak samego faktu zaistnienia. Odpowiadając na egzystencjalne pytanie: dzięki czemu istnieją byty, które nie muszą istnieć – kierując się zasadą racji bytu, dochodzi się do konieczności przyjęcia Bytu, który Jest Pełnią Istnienia, Bytu istniejącego samego z siebie, nieuwarunkowanego, który jest ostateczną racją istnienia bytów złożonych, zmiennych, niekoniecznych.

## Absolut w filozofiach Wschodu

### W filozofii indyjskiej
Zdecydowana większość szkół jest ukierunkowana na zagadnienia ostateczne (soteriologiczne), więc i zagadnienie Absolutu i Boga jest dla nich jednym z zagadnień podstawowych. Poza literaturą wedyjską, z zagadnieniem Boga nie należy mieszać zagadnienia bogów, czyli istot nadludzkich, dewów i asurów (demonów, tytanów), których istnienie jest przyjmowane przez wszystkie religie indyjskie, ale które uznawane są za istoty nieabsolutne, podległe, jak ludzie i istoty niższe od ludzi, prawom sansary.
Podział systemów filozoficznych i religijnych na teistyczne (seśvaravada) i ateistyczne (niriśvaravada) nie pokrywa się z podziałem na systemy ortodoksyjne (astika) i nieortodoksyjne (nastika), i krzyżuje się z podziałem na systemy areligijne (akriyavada) i religijne (kriyavada), czyli na nie przyjmujące i przyjmujące obowiązywanie prawa moralnej odpłaty za czyny (karman), przy czym myśl ajivików zajmuje miejsce specjalne.

### W myśli bramińskiej i hinduistycznej
- W tekstach wedyjskich spotykamy liczne formy interpretacji stosunku Bytu Absolutnego do świata: od politeizmu, poprzez henoteizm, panteizm, panenteizm, teopantyzm do czystego monoteizmu. Najstarszy termin na oznaczenie Absolutu znajdujemy w hymnie Nasadiya[7]: „tad ekam” (to jedno), które istniało przed empirycznym bytem (sat) i niebytem (asat). Innym pojęciem, właściwym tym tekstom, jest „Złocisty Kiełek” (Hiranjagarbha). Absolutyzacja roli ofiary w Brahmanach sprawiła, że terminem powszechnie stosowanym w późniejszej myśli stał się brahman (początkowo: „moc ofiarna”), którego na mocy ekwiwalencji magicznej od czasu upaniszad, a później dzięki refleksji metafizycznej utożsamiono z atmanem (duszą, podmiotem), uznając za jego trzy najważniejsze aspekty – byt, świadomość i szczęśliwość (satćidananda).

- Bhagawadgita uznaje osobę Kryszny za najwyższy aspekt Boga, w stosunku do którego zarówno bezosobowy brahman, jak i wszyscy dewowie są tylko aspektami niższymi. Poczynając od Bhagawadgity, w filozofii szkół hinduistycznych dużą rolę zaczyna odgrywać pojęcie miłości do Boga (czy oddania – bhakti), jako drogi wyzwolenia. Filozofie poklasycznych szkół teistycznych (seśwarawada) przyjmują Boga jako Wisznu, Krysznę bądź Śiwę – pierwotnego i transcendentnego w stosunku zarówno do nieosobowego brahmana, jak i osobowego Iśwary, i to bez względu na monistyczną czy pluralistyczną interpretację świata, natomiast śaktyzm jako absolutną widzi Boginię, Śakti.

- Porządek metafizyczny i moralny świata, w Wedach określany terminem ryta, w późniejszym hinduizmie i w religiach heterodoksyjnych jest nazywany terminem dharma. W hinduizmie Bóg (Wisznu, rzadziej Śiwa) wciela się w tym świecie w postaci awatarów, ilekroć nastąpi zbytni spadek lub zagrożenie dla dharmy i nadmierny wpływ adharmy.

### W filozofii buddyjskiej
W filozofii buddyjskiej kluczowy termin to siunjata o braku esencjonalności zjawisk, gdzie zanegowane są takie poglądy jak „nieprzemijalna, niezależna dusza” czy „wszechmocne bóstwo stwórca”. W mahajanie w późniejszym okresie rozwoju buddyzmu w Indiach rozróżniono dwa główne przekazy, w których zawarte są nauki o siunjacie: przekaz Nagardżuny o madhjamace o „Środkowej Ścieżce” oraz przekaz Asangi o „naturze Buddy”.
„Środkowa Ścieżka” o siunjacie, czyli Madhjamaka, odrzuca pojęcie doskonałości jako nieosiągalnego absolutu. Wszystko jest współzależne. Gdyby jakieś zjawiska były inheretne i niezależne z trwale wrodzonymi, niemogącymi się już zmienić cechami, nie podlegałyby żadnym zmianom jako z góry ustalone i przeznaczone. „W rozumieniu konwencjonalnym wszystkie zjawiska tworzą się i zanikają pod wpływem odpowiednich dla nich przyczyn i warunków, pomimo że na poziomie ostatecznego wglądu nie można w tych zjawiskach odnaleźć ich inherentnej, wrodzonej i niezależnej egzystencji. Jednak ponieważ konwencjonalnie wydają się one tak pojawiać i zanikać, nie ma dlatego również totalnej pustości, jako nicości.” Wykładnię madhjamaki podzielić więc można na prawdę konwencjonalną i prawdę ostateczną. Jednakże wszelkie podziały „prawdy” odnoszą się tylko do poziomu konwencjonalnego, czyli złudnego, tylko wydającego się (konceptualnie), a poziom ostateczny można zrealizować tylko poza-konceptualnie, przekraczając wszelkie podziały oraz wszystkie punkty odniesienia. Prawda ostateczna jest poza domeną umysłu dyskursywnego a całkowite zrozumienie współzależności wszystkich zjawisk niemożliwe do uchwycenia przez umysł, możliwe jedynie podczas całkowitego oświecenia.
Jogaczara, czyli filozofia o „naturze Buddy” stara się opisywać naturę rzeczywistości (np. poprzez terminologię Trzy ciała Buddy), pomimo że należy ją zrealizować „poza słowami” przez praktykę (np. poprzez dzogczen czy tantry Jogi Najwyższej). Niemniej jednak nauki o naturze buddy można traktować jako uzupełnienie w ramach madhjamaki, gdzie niczym jak w swatantrice realizuje się „Środkową Ścieżkę” do stanu poza wszelkimi odniesieniami pochodzącymi z analiz, tzn. do pełnego zrealizowania siunjaty, stosując stanowiska autonomiczne w przeciwieństwie do najbardziej stosowanego podejścia prasangika madhjamików.

### W filozofii dźinijskiej
Dźinizm przyjmuje wieczność świata i, wobec powyższego, odrzuca pojęcie Boga-Stwórcy, wykorzystując często tę samą argumentację, co mimamsa. Ponieważ zarówno metafizyka, jak i teoria poznania dźinizmu oparte są na zasadzie nieabsolutności (anekantavada), odrzuca się więc też pojęcie bezosobowego ja. Podobnie jak buddyzm, dźinizm jest religią bez Boga – uznaje się tam natomiast dwudziestu czterech tirthankarów (budowniczych brodu), którzy ukazują wiernym drogę od rzeczywistości sansary do absolutnej rzeczywistości nirwany; jedynymi pojęciami absolutnymi są zatem: nauka (dharma) oraz wyzwolenie (kewala, nirwana).

### W filozofiach akriyavady
W myśli ajivików (uważanych czasami za sektę dżinistów) rolę pojęcia absolutu odgrywa fatum, przeznaczenie (niyati). Materialiści indyjscy (lokayata) i agnostycy (ajnanika) odrzucają jakiekolwiek pojęcia absolutne.

### W myśli sikhijskiej
Uznaje się jednego bezimiennego Boga, wspólnego wszystkim religiom, Stworzyciela, Jedynego Władcę, Sędziego. Bóg może być wyobrażany zarówno jako bezosobowy Absolut (Nirgun), jak i jako Osoba Boska (Sagun, Nam, Onkar). Pod wpływem muzułmańskiej teologii Koranu i hinduistycznej teologii Wed, swą świętą księgę (Pierwotna Księga) lub Śri Guru Granth Sahib (Czcigodna Guru, Pani Księga lub: Pani Księga Gurów), uznają sikhowie za aspekt Boga. We współczesnej ind. myśli muzułmańskiej warte zauważenia jest stanowisko Muhammada Iqbala, łączącego klasyczną teologię islamu (zwł. sufizmu) z elementami filozofii teistycznej vedanty.

### W filozofii chińskiej
Religia chińska, zarówno konfucjanizm religijny, jak i taoizm religijny, czci raczej duchy przodków, niż Istotę Najwyższą. Jako odpowiednik pojęcia Boga, myśl chińska przyjmuje pojęcie Nieba (Tian), źródła porządku moralnego, społecznego i fizycznego świata, do którego czci upoważniony był tylko cesarz. Konfucjusz mówi o mandacie (woli) Nieba (Tianming), ale dopiero Mo Di nadaje Niebu charakter naprawdę osobowy, gdy mówi o miłości (ai) Nieba do wszystkich istot; pojęciem zbliżonym jest Najwyższy Pan (Shang Di). Filozofia taoistyczna uznaje Tian za synonim tego, co naturalne, i przyjmuje bezosobowy a. ontyczny i moralny, zw. Drogą (dao), pierwotny porządek i pierwotną rzeczywistość, nie jako opatrzność, ale jako wszechobecną moc spełnienia – działa ona przez najwyższą cnotę (de), która unicestwia wszystkie indywidualne dążenia. Szkoła filozofów przyrody (yinyangjia) przyjmuje wizję dualistyczną z dwiema odwiecznymi zasadami – yin i yang.

### W filozofii japońskiej
Myśl japońska w swych najstarszych dziełach zakorzeniona jest mocno w religii shintō, przyjmującej wiele istot nadludzkich (kami), a nie przyjmującej jednego Boga Stworzyciela. Pojęcie takie nie wykształciło się w filozofii japońskiej aż do czasów współczesnych. Wraz z napływem filozofii chińskiej i buddyzmu, pojawiły się w myśli japońskiej właściwe im pojęcia dotyczące Absolutu, Nieba (ten), Drogi (do), ciała dharmicznego buddy (hosshin, dharmakaya), pierwotnej natury buddhy (bussho, tathagatagarbha), które były dalej niezależnie rozwijane w Japonii. Szczególnie pojęcie drogi jako absolutu moralnego stało się początkiem rozwoju niezależnej japońskiej filozofii moralnej, np. bushidō, czy filozofii Ogyū Sorai. Do oryginalnych pojęć a. ontycznego (choć związanego z koncepcją trzech ciał buddhy) zaliczyć należy koncepcję immanentnego buddhy Amidy. We współczesnej Japonii filozofia Nishidy Kitaro rozwija twórczo tradycyjną myśl buddyjską (zwł. zenu) w terminologii zachodniej filozofii a. moralnego Bradleya.

### W filozofii koreańskiej i wietnamskiej
Myśl koreańska i wietnamska, choć nie pozbawiona cech swoistych, kontynuowała główne nurty myśli chińskiej, konfucjańskiej i buddyjskiej.

### W filozofii tybetańskiej
W filozofii tybetańskiej mamy do czynienia z rozwojem myśli buddyzmu mahajany, gdyż nawet przedbuddyjska religia bön, zreformowana pod wpływem buddyzmu, akceptuje podstawowe pojęcia filozofii mahajanistycznej. Pojawiło się wielu wybitnych myślicieli związanych głównie z podszkołami buddyzmu tybetańskiego, którzy rozwijali filozofię madhjamaka i jogaczara, tworząc ich syntezę, pomimo różnic w terminologii, np. Dolpopa Sherab Gyaltsen (1292–1361) z dzionang, harmonizujących te dwie doktryny jako osobne w terminologii, np. Karmapa Mikjo Dordże (1507–1554) z kagju, Longczenpa z ningma, Gorampa Sonam Senge (1429–1489) z sakja a niekiedy marginalizujących jeden z poglądów, np. Tsongkhapa z gelug faworyzujący nurt prasangika madhjamaki. Wszyscy powyżsi scholastycy byli mistrzami praktyk tantr buddyjskich (takich jak mahamudra lub dzogczen), za pomocą których starali się zrealizować bezpośrednio „Doskonałe Oświecenie”, które teoretycznie rozpatrywane jest za pomocą doktryn filozoficznych. Jeżeli chodzi o religię tybetańską bön, rozwinęła ona do czasów współczesnych doktryny filozoficzne zbliżone do buddyjskich w mahajanie, które są kompatybilne z bönowską praktyką dzogczen.